# Philippe Lefait
Pour les articles homonymes, voir Lefait.
Philippe Lefait, né le 27 décembre 1953 à Hénin-Beaumont,        (Pas-de-Calais), est un journaliste français. Reporter au service étranger d’Europe 1 de 1979 à 1985. Il rejoint alors la télévision publique où il a notamment dirigé le service de politique étrangère, présenté le journal de la rédaction d'Antenne 2 et France 2, conçu et produit le magazine Des mots de minuit de 1999 à 2020. En 2022, il propose sur TV5 monde une série sur les métiers des coulisses du spectacle vivant.

## Biographie
Né dans le Pas de Calais, Philippe Lefait a grandi à Noyelles-sous-Lens et fait ses études secondaires à Lens au lycée Condorcet. Diplômé en droit, élève de l'École supérieure de journalisme de Lille. Premiers reportages et piges pour Le point, Le matin de Paris et Le magazine littéraire en Amérique centrale (1980-81). Boursier Lauga, il passe 5 ans au service de politique étrangère d’Europe1 avant de devenir grand reporter puis chef du service  étranger d'Antenne 2. Il assure également  la présentation du journal de la rédaction  de 1987 à 1991 avant de prendre la tête du département « Vie contemporaine «  (société et culture) de la chaîne. Il fait également partie des équipes de «  Résistances » «  L’assiette anglaise », « France panorama » et « Agapé », magazines de la 2.              
En 1998, il succède à Laure Adler à l’animation du magazine culturel Le Cercle de minuit. 
À partir de 1999, il est le producteur et le présentateur du magazine culturel Des mots de minuit, l'émission qui succède au Cercle de minuit sur le même créneau horaire, d'abord en version télévisée diffusée sur France 2 jusqu'au 26 juin 2013 (499 numéros) puis en version simplifiée diffusée uniquement par le site Internet Culturebox de France Télévisions (desmotsdeminuit.fr) de juillet 2014 jusqu'à son arrêt définitif en septembre 2020. 
Il crée en 1995 et 1996 45Tours et Grommelots, deux magazines documentaires sur France Inter.  
En 2022, il propose sur TV5 monde une série sur les métiers des coulisses du spectacle vivant. [archive].
Père de deux filles, Philippe Lefait est le mari de l'éditrice Pom Bessot avec qui, en 2013, il écrit et publie le récit Et tu danses, Lou, témoignage sur les problèmes de langage, liés à une maladie génétique, de leur fille. Le livre a été adapté au théâtre en 2015 (Off Avignon)et redonné en 2016 au « théâtre des Déchargeurs » à Paris. 
Il est vice-président du GAPAS et de l’AFHAR-TCL, deux associations notamment à l’origine de la création de MÉMO, un habitat communautaire pour 8 jeunes adultes singuliers avec leurs Troubles Complexes du Langage (TCL).

## Ouvrages
- Des souliers et des hommes, photographies d'Hervé Bacquer, éditions Julliard, Paris, 1993,  (ISBN 2-26000-062-2)
- Quatre ministres et puis s'en vont…, éditions de l'Atelier, 1995,  (ISBN 2-70823-105-7)
- Les Entretiens de la Cité, Le Cherche midi, Paris, 2005,  (ISBN 2-74910-357-6)
- Petit Lexique intranquille de la télévision, éditions Stock, 2011  (ISBN 978-2234064577)
- Et tu danses, Lou, avec Pom Bessot, éditions Stock, 2013  (ISBN 9782234073272)